# Front de libération nationale (Algérie)
Pour les articles homonymes, voir Front de libération nationale.
Le Front de libération nationale (FLN, en جبهة التحرير الوطني (Jabhat at-Taḥrīr al-Waṭanī) ; en tamazight : ⵜⵉⵔⵏⵉ ⵏ ⵡⴻⵙⵍⴻⵍⵍⵉ ⴰⵖⴻⵍⵏⴰⵡ (Tirni n Weslelli Aɣelnaw), officiellement Parti du Front de libération nationale (PFLN), est un parti politique algérien fondé en 1954, au pouvoir de 1962 à 1992 et depuis 1999. Il est aujourd'hui dirigé par Abdelkarim Benmbarek depuis le 13 novembre 2023.
Le FLN est créé en octobre 1954 pour obtenir de la France l'indépendance de l'Algérie, alors divisée en départements. Le FLN et sa branche armée, l'Armée de libération nationale (ALN), commencent alors une lutte contre l'empire colonial français. Par la suite, le mouvement s'organise et, en 1958, le FLN forme un gouvernement provisoire, le GPRA. C'est avec le GPRA que la France négocie en 1962 les accords d'Évian.
À l'indépendance, le FLN prend ainsi le pouvoir, et s'en assure l'exclusivité en instaurant le système de parti unique. Après d'importantes luttes internes, Ahmed Ben Bella prend la tête du parti, et donc de l'État. Il sera renversé trois ans plus tard par Houari Boumédiène (1965-1978) qui prend les pleins pouvoirs, réduisant largement la place du parti.
Le FLN reprend une importance centrale avec Chadli Bendjedid (1979-1992), qui est poussé, par de nombreuses protestations, à approuver une nouvelle Constitution et à introduire le multipartisme (1989).
Avec les premières élections libres, en décembre 1991, le FLN subit une lourde défaite mais l'ascension du FIS (Front islamique du salut) est empêchée par un coup d'État militaire en janvier 1992. Le pouvoir militaire dirige et codirige alors l'État, légitimé par l'urgence de la « guerre civile », mais sans le soutien du FLN mis à l'écart. Le parti sort de cette « décennie noire » affaibli, alors que son existence même avait été mise en cause. Ayant définitivement perdu son statut de « parti du pouvoir », il conserve cependant une place prépondérante dans la politique en Algérie.
Le parti est membre consultatif de l'Internationale socialiste à partir du 5 février 2013 (parti observateur précédemment). Il en est expulsé lors des manifestations de 2019.

## Histoire

### Guerre d'indépendance
Fondé le 23 octobre 1954 en Algérie française, le FLN apparut publiquement le 1er novembre 1954 pour engager une lutte de libération nationale contre la « France coloniale », présente depuis 1830, et pour la création d'un « État algérien démocratique et populaire ».

Il a été créé à l'initiative du Comité révolutionnaire d'unité et d'action (CRUA), en appelant à l'union de toutes les forces politiques nationalistes pour la lutte de libération du pays. Il est composé par ceux qui deviendront les six « chefs historiques » du FLN : Krim Belkacem, Mostefa Ben Boulaïd, Larbi Ben M'Hidi, Mohamed Boudiaf, Rabah Bitat, Didouche Mourad.

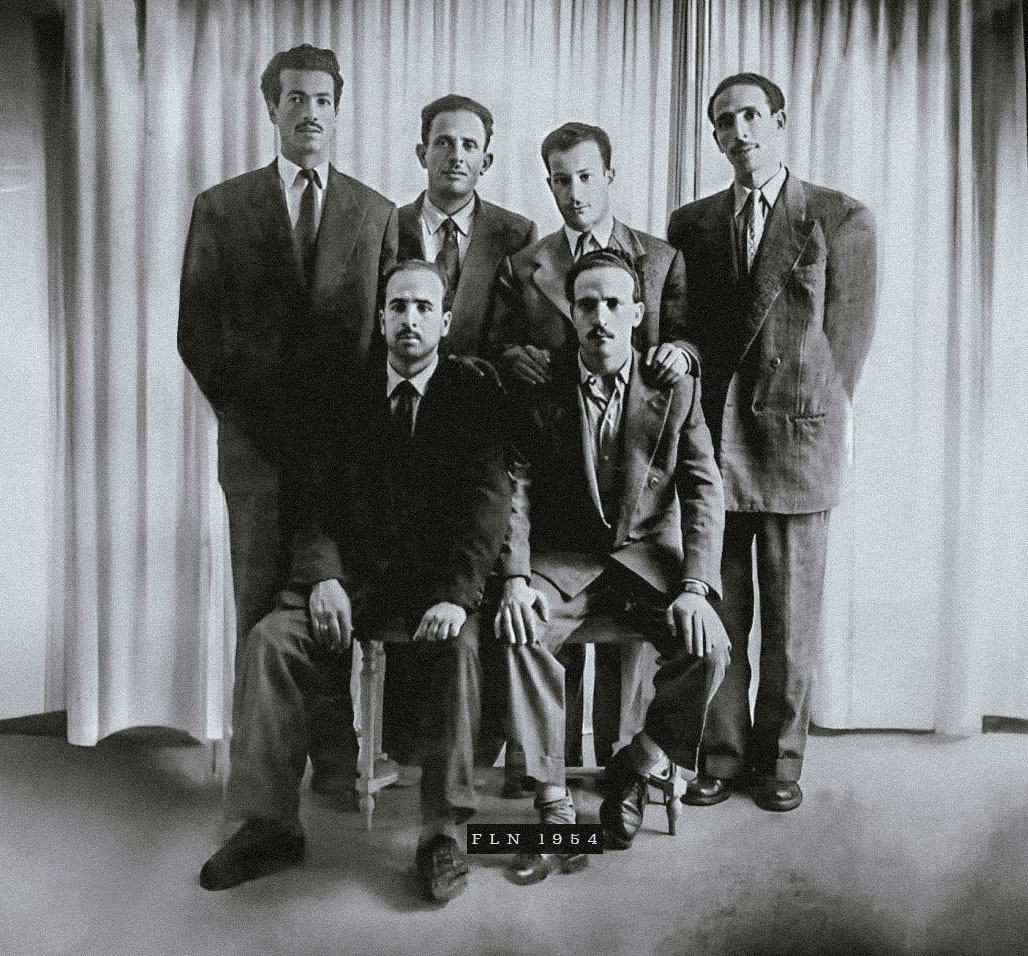
« Groupe des six », chefs du FLN. Photo prise juste avant le déclenchement de la guerre le 1er novembre 1954. Debout, de gauche à droite : Rabah Bitat, Mostefa Ben Boulaïd, Didouche Mourad et Mohamed Boudiaf. Assis : Krim Belkacem à gauche, et Larbi Ben M'hidi à droite.

Sa première apparition se traduisit dans les faits par des attaques plus ou moins désordonnées contre l'armée française, installations militaires, commissariats, entrepôts, équipements de communications, et des bâtiments publics, principalement dans les régions des Aurès et de la Kabylie. Ces attaques, qui prirent par la suite le nom de Toussaint rouge, s'accompagnèrent de la déclaration dite du « 1er novembre 1954 », dans laquelle le FLN invitait le peuple d'Algérie à s'associer à la « lutte nationale ». Le front nationaliste algérien est le premier mouvement nationaliste à user de la violence et l'adoptant comme mode principal d'action. Il marquait ainsi une rupture avec les autres mouvements tels que l'Union démocratique du manifeste algérien (UDMA) de Ferhat Abbas, le Mouvement national algérien (MNA) de Messali Hadj ou encore l'Association des oulémas musulmans algériens. Cependant, en mai 1955, Ferhat Abbas rejoint le FLN dans sa lutte pour l'indépendance. Des attaques furent organisés par le FLN (Front de libération nationale) contre les colons européens d'Algérie. Une trentaine d'attaques plus ou moins désordonnées ont lieu le jour de la Toussaint dans tout le territoire algérien. Le bilan est de sept morts.

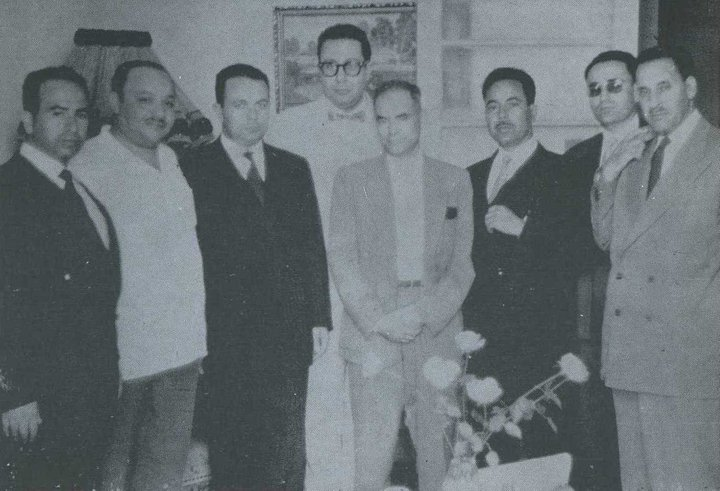
Une délégation du FLN au Caire (1957).

Le FLN disposait d'une branche armée, l'Armée de libération nationale (ALN), dotée d'un état-major ainsi que d'une organisation militaire par laquelle les zones de combat furent divisées en 5 régions militaires. L'armement provenait essentiellement d'Égypte et était acheminé via le Maroc ou la Tunisie. À partir de 1958, les combattants FLN étaient suffisamment bien équipés et entraînés pour mener une guerre de guérilla. Devant la forte répression des forces françaises, les dirigeants de la rébellion durent constituer des dépôts d'armes en territoires tunisien et marocain. Lorsque la France renforce le contrôle des frontières et installe les lignes Challe et Morice, une grande partie de l'armement n'est pas acheminé. Il en résulte, à la fin du conflit, une armée des frontières du FLN surarmée, qui échappait le plus souvent aux forces françaises, et des « moudjahidine » du maquis en Algérie presque sans équipement.

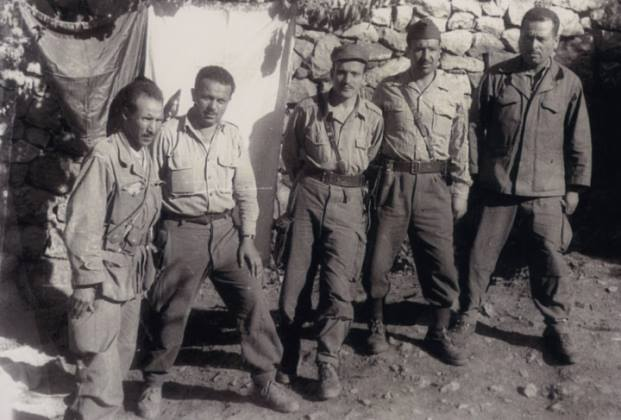
Congrès de la Soummam, De gauche à droite, Youcef Zighoud, Abane Ramdane, Larbi Ben M'Hidi, Krim Belkacem et Amar Ouamrane.

Le mouvement se structura ensuite grâce notamment à la plate-forme politique du Congrès de la Soummam d'août 1956, organisé principalement par Abane Ramdane lui-même représentant le FLN durant le congrès, qui donnait un statut pour l’Armée de libération nationale devant se soumettre aux « lois de la guerre » et des instances politiques dirigeant la « Révolution », et affirmait la « primauté du politique sur le militaire et de l’intérieur sur l’extérieur ».
En continuité avec cette construction institutionnelle fut créé le Gouvernement provisoire de la République algérienne (GPRA) pour parachever la mise en place des institutions de la Révolution et la construction d'un État algérien moderne. Ce gouvernement provisoire, qui donnait une audience internationale au mouvement, avait mis les autorités françaises devant le fait accompli, autorités qui finirent par négocier, après que le général de Gaulle l'eut décidé.
Analysant l'importance du FLN au sein de la population durant la guerre d'Algérie, l'historienne Sylvie Thénault rappelle que le FLN ne fut pas un « parti de masse », et qu'il « ne bénéficiait pas d'une assise sociale. Il ne profita qu'à de rares moments d'une mobilisation populaire ». L'adhésion de masse au projet indépendantiste est d'autant plus difficile à mesurer du fait « de la violente pression qu'a exercée le FLN sur les populations ». La guerre d'Algérie est une guerre asymétrique car elle oppose une armée régulière et une guérilla, et se caractérise ainsi par une très grande inégalité des forces en présence, de leurs effectifs et leur composition.
Les indépendantistes luttent aussi au travers d'attentats. Le FLN est ainsi jugé responsable de plus de 16 000 civils algériens tués et 13 000 disparus entre 1954 et 1962. Dès la proclamation du cessez-le-feu des accords d'Évian, le 19 mars 1962, entre 30 000 et 80 000 Harkis, souvent avec leurs familles, sont torturés et massacrés par des éléments du FLN, sans que le FLN y fasse obstacle, et en dépit des accords signés. La guerre fratricide entre le FLN et le MNA, mouvement de Messali Hadj fait 4 300 tués et 9 000 blessés en France et environ 6 000 tués et 4 000 blessés en Algérie. Des exemples notoires de massacres du FLN incluent le massacre de Philippeville. On estime que 4 300 personnes ont également été tuées en France dans des violences liées au FLN.[réf. à confirmer].

### Indépendance de l'Algérie

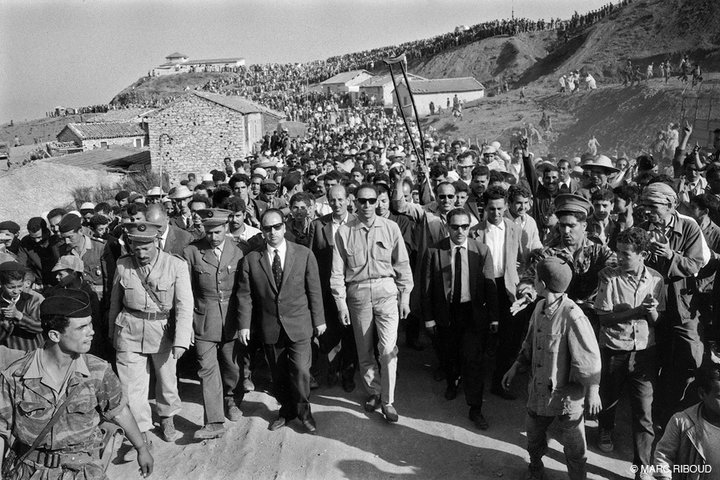
Krim Belkacem, Boudiaf, Si Hmimi et autres à Beni Maouche en 1962.

Le combat armé sur le territoire algérien et métropolitain pour l’indépendance, avec le slogan « La Révolution algérienne, un peuple au combat contre la barbarie colonialiste », dura jusqu'au 18 mars 1962, date à laquelle le gouvernement français signa les accords d'Évian qui aboutirent à un accord de cessez-le-feu avec le FLN. En juillet de la même année, le peuple algérien vota par référendum pour l’indépendance et ratifia les accords d'Évian qui prévoyaient une coopération économique et sociale entre les deux pays.
Dès la proclamation de l’indépendance, le FLN prit le pouvoir, apparaissant comme le mouvement ayant permis à l’Algérie d'accéder à l'indépendance. Toutefois, d’importantes luttes intestines déchiraient le parti et déclenchèrent de nombreuses « purges ». Ainsi Ahmed Ben Bella, partisan d'un pouvoir militaire, soutenu par l'armée des frontières suréquipée qui s'imposa largement face aux militants des maquis presque désarmés, dissolut le GPRA œuvrant pour une Algérie démocratique, et prit la tête de l'État.
Aussi, le parti d'« après l'indépendance » n'est plus le même que le « FLN historique », front rassemblant les différentes forces politiques des anciens partis nationalistes d'avant 1954. Et c'est en s'appropriant cette légitimité historique que les directions successives du FLN ont justifié le monopole du parti unique, interdisant le Parti communiste en 1963, ainsi que le Parti de la révolution socialiste (PRS) de Mohamed Boudiaf et, plus tard, le Front des forces socialistes (FFS) de Hocine Aït Ahmed ; ceux-ci continuent toutefois d'exister dans la clandestinité.

### Renversement du 19 juin 1965
De fait, le renversement de Ahmed Ben Bella était prévisible dès la clôture du 3e congrès du parti du FLN (avril 1964) dont les résolutions finales accordaient au Président des prérogatives telles qu'il affirmait n'être responsable ni devant les instances dirigeantes du FLN, ni devant l'Assemblée nationale. Ben Bella avait, depuis longtemps, entamé le démantèlement de ce qu'il convenait d'appeler le « groupe d'Oujda » (entourage proche du colonel Boumédiène, alors premier vice-président de la République et ministre de la Défense nationale).
Après les limogeages de Kaïd Ahmed, Chérif Belkacem, Ahmed Medeghri et la prise en main personnelle des ministères vacants, la décision de mettre fin aux fonctions d'Abdelaziz Bouteflika, ministre des Affaires étrangères, allait précipiter les événements. Houari Boumédiène, pressé par son entourage, restait convaincu de pouvoir ramener Ben Bella à de meilleurs sentiments et au respect des institutions de l'État[réf. nécessaire]. Deux rencontres au moins se déroulèrent entre les deux hommes sans que Ben Bella changeât d'attitude.
Lorsque Houari Boumédiène comprit que le prochain sur la liste des éliminés serait lui-même, il se décida à mettre fin au régime de Ben Bella. Il confia au commandant Slimane Hoffman, responsable des blindés, la surveillance de l'immeuble de la radio, du palais du Peuple (siège du gouvernement) et de la Villa Joly (siège du bureau politique du FLN et résidence de Ben Bella). Les colonels Tahar Zbiri et Abbès furent chargés de l'arrestation du président, cueilli au saut du lit. Le lendemain, Boumédiène apparaissait à la télévision pour annoncer la fin du régime de pouvoir personnel ; une proclamation, dite « du 19 juin » qui contenait le catalogue des critiques de la gestion de Ben Bella, fut lue. Coup d'État, pour les uns, et renversement du président Ben Bella ; redressement révolutionnaire pour d'autres[Qui ?].

### Ère Boumédiène
La vision de Houari Boumédiène se situait en complète opposition avec le système politique précédent et consacrait la primauté de la construction de l'État sur l'action politique. Dans un nationalisme étatiste-socialiste et anticolonialiste, Boumédiène régnait par décret et selon une « légitimité révolutionnaire », marginalisant le FLN en faveur de son propre pouvoir et celui de l'armée, tout en maintenant le système de parti unique.
Dans les faits, avec le coup d'État de 1965, l’armée a réinvesti toutes les sources hégémoniques à la tête de l’État, s’efforçant de gommer toutes les autres légitimités, dont la légitimité révolutionnaire, pour imposer la sienne. Aux organismes dirigeants de l’État, elle substitue un Conseil de la Révolution dépositaire de l’autorité souveraine en attendant l’adoption d’une Constitution. Ce conseil est constitué de 25 membres, dont la quasi-totalité sont des officiers de l’ANP liés au clan d'Oujda. Le FLN devient le « prolongement politique de l’armée ». Les responsables désignés à la tête du parti ne sont pas chargés de « faire le parti, mais de le tenir », car une méfiance est présente vis-à-vis de l'appareil bureaucratique dont une partie importante était encore fidèle à Ben Bella et parce que l'armée ne souhaite pas voir son influence contrebalancée par une autre force politique.
Durant ces années, les cadres dirigeants des années de guerre forment progressivement, à l'instar d'autres pays du tiers monde, « une couche bureaucratique privilégiée ».
À partir de 1976, la première révision constitutionnelle a fait du pays un « État socialiste » sous contrôle du FLN, qui servait ainsi encore d'appui pour les décisions de Boumédiène.

### Ère Chadli
À la mort de Houari Boumédiène en 1978, le FLN n'a d'autre possibilité que d'entériner le choix de l'armée. Son successeur, le colonel Chadli Bendjedid, réorganise le parti, qui prend alors une place centrale après une longue période de mise à l'écart. Il en est successivement le secrétaire général, puis le président. Les militaires gardent encore une large représentation dans le Comité central du FLN, et possèdent en grande partie le contrôle de l'État. Le FLN occupe le devant de la scène politique leur permettant de rester en retrait.
En 1980, alors que se déroulent des manifestations contre le pouvoir en Kabylie puis dans d'autres régions, Chadli Bendjedid obtient les pleins pouvoirs de la part du FLN pour faire face à la « situation critique » que vit le pays. Comme Ben Bella et Boumédiène avant lui, il possède un pouvoir total étant habilité à faire entrer ou sortir qui il veut du Bureau politique (BP) du FLN.
Durant les années 1980, le FLN modère la teneur « socialiste » de son programme, opérant quelques réformes de libéralisation du marché et écartant les lieutenants restants de Boumédiène. Chadli Bendjedid écarte ainsi les barons du parti qui ne lui conviennent pas, le centre du pouvoir passant de l'Ouest à l'Est. Ce FLN « domestiqué » est perçu alors comme le parti de la « triche et de la trique » qui permet aux personnalités proches du pouvoir de renforcer leur privilèges.
Les principales avancées démocratiques n'ont lieu qu'avec les émeutes d'octobre 1988 qui secouent grandement le pays et poussent le président Chadli à poursuivre des réformes institutionnelles ambitieuses. Le 13 octobre 1988, il annonce la tenue d'un référendum de révision constitutionnelle le 3 novembre, qui réduit les prérogatives du chef de l'État et renforce celles du gouvernement. Ce référendum instaure également « l'ouverture aux sensibilités » du FLN, terme officiel consacré qui permet en réalité d'insuffler progressivement le pluralisme politique au sein du parti unique historique algérien qu'est le FLN. De plus, les responsables du FLN sont désormais élus et non plus cooptés.
Le FLN tient son sixième congrès les 27-28 novembre 1988 qui conduit à l'adoption de nouveaux statuts, réaffirmant le cheminement progressif du parti vers le pluralisme politique. Ainsi, dans les statuts, les mots « parti » et « parti-unique » n'apparaissent plus. Le FLN se caractérise dorénavant par « une organisation politique qui regroupe les différentes forces politiques attachées à l'unité nationale et aux intérêts du peuple et s'ouvrant à la concrétisation des principes et des objectifs de la révolution du 1er novembre et à la réalisation du socialisme » (Article 1 des nouveaux statuts du 6e congrès). Cependant, cette ouverture aux sensibilités du FLN n'est mise en œuvre que plus tardivement, étant donné qu'au sortir du sixième congrès, les principaux dirigeants et militants du parti sont en profond désaccord face à l'introduction du pluralisme politique au sein du parti unique et les partis qu'il faut accepter d'intégrer : entre le FFS (Front des forces socialistes) le PAGS (Parti de l'avant-garde socialiste) ou encore le Mouvement pour la démocratie en Algérie (MDA). Ils sont inquiets de l'avenir du parti.
Le rôle du FLN dans la politique algérienne est amoindri : si, jusqu'en 1988, il « constitue le guide de la révolution socialiste et la force dirigeante de la société, (il) est le parti de direction, de la Révolution, dans les domaines de la conception de l'animation et du contrôle », dorénavant « le FLN œuvre pour qu'il soit la force politique influente sur toutes les décisions relatives au destin du pays ». Le FLN est également déconnecté des structures territoriales de l'État, c'est-à-dire que ses multiples structures partisanes aux différents des échelons territoriaux sont déconnectées des échelons territoriaux administratifs. Enfin, au sortir de ce sixième congrès, les conditions d'adhésion au parti sont assouplies, alors qu'elles étaient jusqu'alors très restrictives, car il s'agissait de recruter une « avant-garde ».
Le 18 février 1989, une révision constitutionnelle de grande ampleur instaure officiellement le multipartisme, notamment à travers la possibilité instaurée de créer des associations à caractère politique (ACP), mettant donc progressivement fin à l'existence du FLN en tant que parti unique. En outre, l'armée nationale coupe ses liens particuliers avec l'ancien parti-État.
Le libéralisme économique est adopté à l'initiative de technocrates, dans un contexte de l'octroi d'un prêt par le Fonds Monétaire International.
La révélation d'affaires de corruption et d'enrichissement durant l'ère Chadli contribue néanmoins à un fort rejet du FLN, toutes tendances confondues. Le parti s'efforce alors de redécouper les circonscriptions électorales en sa faveur. Il épouse littéralement le discours du Front islamique du salut (FIS) pour ce qui concerne les valeurs arabo-musulmanes tout en cherchant à démontrer l'incompétence de celui-ci en matière économique. Avec ce tournant, le FLN devient la version moderniste de l'arabo-islamisme, alors que le FIS en est la version conservatrice.
Ces premières tentatives d'ouverture permirent au FIS d'arriver en tête au premier tour des élections législatives de 1991. Le FIS obtint 188 sièges sur 231, le FFS 25 sièges et le FLN seulement 15 sièges, alors que les candidats indépendants en remportèrent 3. Prenant acte de cette montée du parti islamiste, l'armée décide le 11 janvier 1992 d'un véritable coup d'État militaire en poussant le président Chadli Bendjedid à la démission et en interrompant les élections.

### Décennie noire
En janvier 1992, Mohamed Boudiaf accepte le poste de président du Haut Comité d'État qui lui est proposé, mais est assassiné quelques mois plus tard. L'Algérie tombe alors encore sous le contrôle direct des militaires.
Le parti demeure alors dans l'opposition au gouvernement durant la « guerre civile ». Après une restauration partielle de la démocratie, en 1995, une élection présidentielle est organisée. Mais celle-ci est boudée par les grandes formations de l'opposition, et le FLN, comme le FIS et le FFS, en appellent à l'abstention.
Le 16 novembre 1995, le général Liamine Zéroual est élu président de la République, le premier à la suite d'un scrutin pluraliste. Le FLN reste extérieur au pouvoir ; les clans militaires appuient en effet leur légitimité politique sur d'autres partis. Le FLN signe avec six autres formations politiques en 1995, la plate-forme de Rome, qui critique directement le pouvoir militaire et sa gestion de la crise ; cependant, après d'importants débats internes, la position officielle du parti changea pour un soutien de la présidence.
En 1998, Liamine Zéroual annonce officiellement la tenue d'une élection présidentielle anticipée pour février 1999, à laquelle il ne se présentera pas. Cette sortie précipitée du président est alors attribuée aux généraux de l'armée craignant une nouvelle montée des intégristes religieux au pouvoir avec lesquels Liamine Zéroual entretenait des relations de plus en plus étroites. Pour l'élection, aux côtés des principaux candidats comme Hocine Aït Ahmed, Mouloud Hamrouche et Ahmed Taleb Ibrahimi, les généraux font appel, pour lui attribuer leur soutien, à Abdelaziz Bouteflika, l'ancien fidèle ministre de Boumédiène qui avait quitté la scène politique depuis 1981, et qui est alors soutenu par le FLN. Le 15 avril, Abdelaziz Bouteflika remporte l'élection présidentielle avec 73,8 % des suffrages, mais l'opposition dénonce des fraudes massives.
Bouteflika, membre du parti, nomme Ali Benflis, lui aussi membre du parti, à la tête du gouvernement en 2000. Celui-ci prend la tête du parti en 2001.

### XXIesiècle

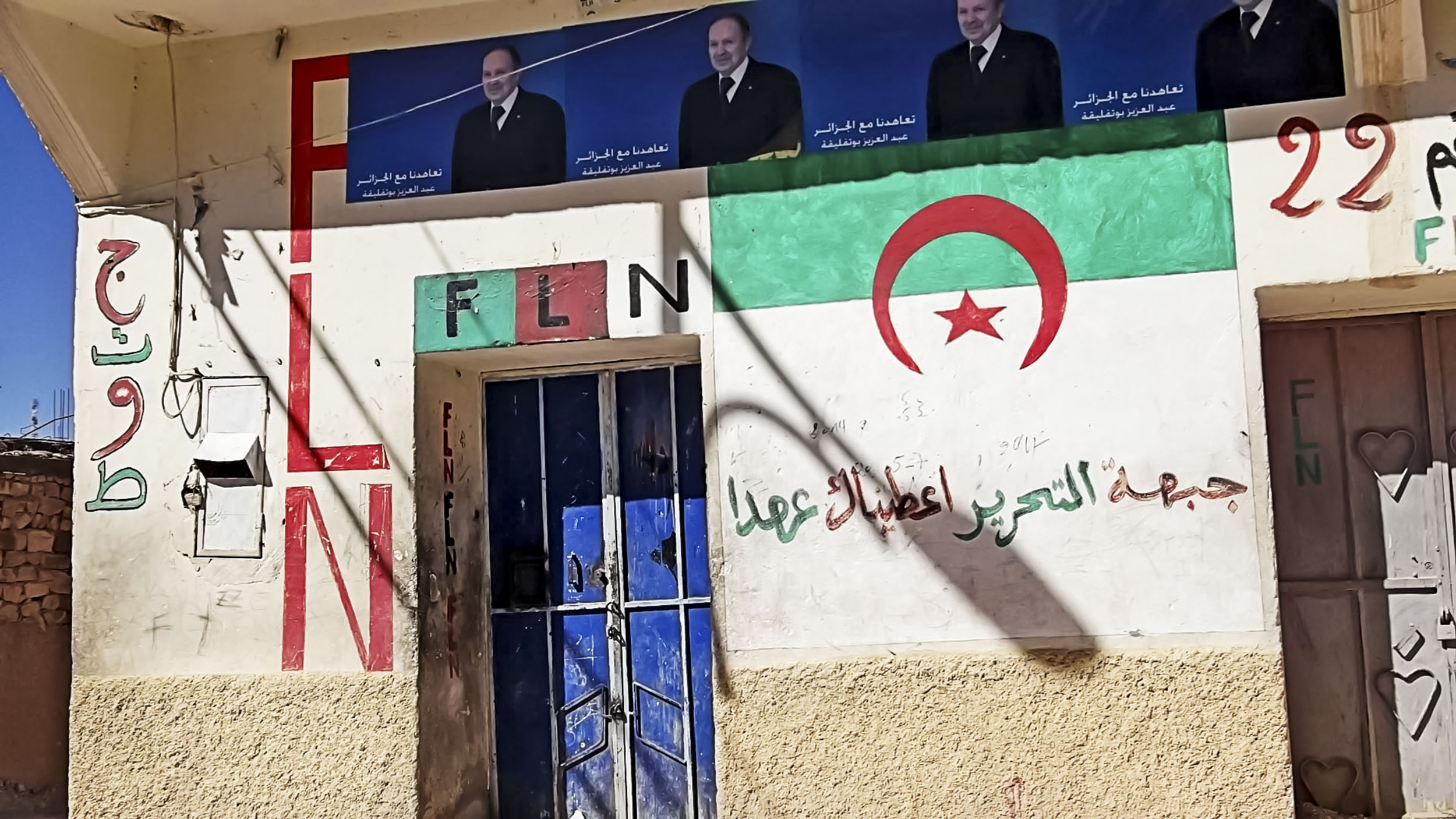
Permanence du FLN à Ain F'kah en 2014.

Le parti reçoit, lors des élections législatives de 2002, 34,3 % des voix parlementaires et obtient 199 membres au parlement. En 2004, Ali Benflis se présente à l'élection présidentielle, comme candidat du FLN, et n'obtient que 6,4 % des voix, contre 85,0 % pour Abdelaziz Bouteflika, mais dans un scrutin fort contesté. La victoire d'Abdelaziz Bouteflika entraîne ainsi une reprise en main du parti. En 2005, le huitième congrès national bis du FLN nomme Abdelaziz Bouteflika président du parti et Abdelaziz Belkhadem secrétaire général du FLN. Ce dernier est ensuite nommé Premier ministre, le 24 mai 2006, par le président Abdelaziz Bouteflika, succédant à Ahmed Ouyahia du RND. Le FLN fait aujourd'hui partie de la coalition parlementaire appelée « alliance présidentielle » avec le Rassemblement national démocratique (RND), et le Mouvement de la société pour la paix (MSP). Il en forme l'aile nationaliste.
Lors des élections législatives de 2012, le FLN remporte 220 des 462 sièges et gagne le scrutin. Lors des élections législatives de 2017, il perd 60 sièges.
Sous Bouteflika, le parti applique une politique économique de droite, même si la subvention des produits de première nécessité se poursuit. Cette politique a lieu notamment à partir de son second mandat.
Dans le contexte des manifestations de 2019 en Algérie, plusieurs acteurs de la scène politique et des manifestants appellent à la dissolution du parti. Fin avril, Mouad Bouchareb, qui a succédé en 2018 à Djamel Ould Abbes, est évincé de sa fonction de secrétaire général du parti au profit de Mohamed Djemaï. Le 2 juillet, Mouad Bouchareb démissionne de son poste de président de l'APN, le FLN perdant ainsi la tête de la chambre basse du Parlement. Le 19 septembre, Mohamed Djemaï est placé en détention provisoire à la prison d'El-Harrach pour les besoins d'une enquête sur la destruction de documents officiels en relation avec des affaires de corruption. Pour la première fois dans son histoire, le FLN ne présente et ne soutient pas de candidat à l'élection présidentielle. Le 30 mai 2020, le congrès du FLN est reporté et Baadji Abou El Fadhel est élu secrétaire général. Ce dernier est contesté ouvertement à plusieurs reprises par des cadres du parti.

## Idéologie

Le drapeau utilisé par le FLN durant les années 1950, devenu officiellement le drapeau de l'Algérie en 1962.

L'idéologie du FLN est principalement nationaliste, comprise comme un mouvement à l'intérieur d'un nationalisme arabe plus large. Le parti tire sa politique d'auto-légitimation de trois sources : le nationalisme et la guerre révolutionnaire contre la France (idéologie anticoloniale) ; le socialisme, vaguement interprété comme un credo anti-exploitation populaire ; l'islam, défini comme le fondement principal de la conscience nationale et facteur déterminant dans la consolidation de l'identité algérienne comme distincte de celle des Algériens français.[réf. souhaitée]
Sa vision nationaliste est également étroitement liée à la solidarité pan-arabe. Cet aspect a conduit à la négation ou au refus de traiter avec l'identité distincte berbère détenue par les berbérophones algériens qui représentaient environ 50 % de l'Algérie, ce qui provoqua une vive opposition et a conduit à l'éclatement du mouvement immédiatement après l'indépendance, alors que Hocine Aït Ahmed mettait en place le berbériste Front des forces socialistes (FFS) réclamant davantage de pluralisme politique.[réf. souhaitée]
L'organisation se dit engagée vis-à-vis du socialisme, mais le comprend dans les lignes du socialisme arabe et est opposée au marxisme doctrinaire. L'existence de différentes classes dans la société algérienne a été généralement rejetée, même si plusieurs des meilleurs idéologues du parti ont été influencés à des degrés divers par l'analyse marxiste. La terminologie marxiste a généralement été réinterprétée par les radicaux du parti en termes de conflit avec la France, par exemple en plaçant le colonisateur dans le rôle de l'exploiteur-oppresseur économique aussi bien que dans celui de l'ennemi national, alors que l'étiquette de « bourgeoisie » était appliquée aux élites non coopératives ou pro-françaises. Le FLN a, pour des raisons pragmatiques, absorbé les militants communistes dans ses rangs au cours de la guerre d'indépendance, mais a refusé de leur permettre de s'organiser séparément après guerre et a rapidement dissous le Parti communiste algérien (PCA). Alors que le FLN mettait rapidement en place un système de parti unique dans les premiers temps de l'Algérie indépendante, nombre d'intellectuels communistes étaient cooptées dans le régime à divers niveaux, notamment au cours des premières années Ben Bella et plus tard Boumédiène.[réf. souhaitée]
L'islam algérien, en particulier la variété réformiste nationaliste défendue par Abdelhamid Ben Badis et son groupe des oulémas musulmans algériens, a été une influence idéologique fortement présente pour le FLN. Le mouvement rejetait absolument l'athéisme et n'était pas ouvertement laïque, contrairement à la perception largement répandue en Occident. Ainsi, pendant la guerre d'indépendance, la rhétorique du Djihad, assimilant l'occupation française à la continuation des États francs médiévaux, fut peut-être l'idéologie mobilisatrice la plus importante du parti. Pourtant, après l'indépendance, le parti, dans la pratique, admettra une interprétation moderniste de l'islam, soutenant la transformation sociale de la société algérienne et fonctionnera par le biais d'institutions laïques. La religion a donc été reléguée au rôle de facteur de légitimation pour le parti-régime. Cela a été particulièrement le cas sous la présidence du colonel Houari Boumédiène (1965-1978), mais même alors, l'islam était considérée comme la religion d'État et comme une partie cruciale de l'identité algérienne, et Boumédiène était lui-même fier de sa formation coranique. Son prédécesseur Ahmed Ben Bella (1962-1965) était plus attaché à la composante islamique du régime, bien que toujours considérée davantage comme un nationalisme arabe qu'un activisme islamique. Le successeur de Boumédiène, le colonel Chadli Bendjedid (1979-1992) voulut atténuer l'aspect socialiste du mouvement, et au cours de la seconde moitié des années 1980, il réintroduit une législation religieuse conservatrice dans une tentative d'apaiser l'opposition croissante des islamistes. Pendant et après la guerre civile algérienne, la position du parti est restée identique : proclamant l'islam algérien comme une influence principale, tout en faisant valoir simultanément que cette influence doit être exprimée comme une foi progressiste et moderne, même si le parti reste globalement en ligne avec les mœurs sociales conservatrices de la population algérienne. Il a fermement condamné les enseignements religieux radicaux fondamentalistes du Front islamique du salut (FIS) et d'autres groupes islamistes, tout en soutenant l'inclusion de partis islamistes non violents dans le système politique et en collaborant avec eux.[réf. souhaitée]
Au cours de toutes les périodes de l'histoire post-coloniale algérienne, sauf pour les années 1990-1996, le FLN a été un pilier du système politique, et a d'abord été considéré comme un parti « pro-système ». Son rôle en tant que libérateur de l'Algérie est resté la pierre angulaire absolue de l'auto-perception du parti et la caractéristique déterminante de son idéologie pour le reste quelque peu fluide. Gérard Chaliand parle même de « vide politique » sitôt la guerre d'indépendance achevée. L'ancien président Abdelaziz Bouteflika, en a été président d'honneur de 2005 à sa mort. Il mêle ses interprétations populistes traditionnelles du patrimoine nationaliste-révolutionnaire et islamique de l'Algérie avec un conservatisme pro-système, et le soutien aux réformes pro-marché progressives. Depuis l'effondrement du système du parti unique et son détachement de la structure de l'État dans les années 1988-1990, le FLN a progressivement été en faveur de la démocratie multipartite, alors qu'auparavant, il se présentait comme la seule organisation représentant le peuple algérien.
Mohammed Harbi est l'un des premiers historiens à décrire le fonctionnement du FLN de l'intérieur dans son livre Aux origines du FLN. Le populisme révolutionnaire en Algérie (1975). Il y dévoile notamment le fossé entre les idéaux de certains de ses membres et les méthodes adoptées par le parti nationaliste : « nos idéaux étaient en contradiction avec les moyens qu’imposaient nos dirigeants pour les faire triompher. […] je me retrouvais dans une organisation où l’autoritarisme plébéien inculquait à chacun que le mal se convertit en bien sitôt qu’il se fait au nom de la révolution. Je souffrais du recours à des pratiques telles que l’égorgement, les mutilations (nez ou oreilles coupées) et du discrédit que les tueries faisaient peser sur nous… ».
Pour Gilbert Meynier, la révolution dont se targue le parti demeure celle de l'idéologie anti-colonialiste qui forme sa justification. Pour le reste, les dirigeants « restent fidèles à des conceptions sociales très conservatrices, dont témoigne l’attitude à l’égard des femmes ».

## Congrès
- Congrès de la Soummam (1956)
- Congrès de Tripoli (1962)
- 3e congrès (1964)[28]
- 4e congrès (1979)
- 5e congrès (1983)
- 6e congrès (1988)
- Congrès extraordinaire (1989)
- 7e congrès (1998)
- 8e congrès (2003)
- 8e congrès bis (2005)
- 9e congrès (2010)
- 10e congrès (2015)
- 11e congrès (2023)

## Dirigeants

### Président
- 1988-1991 : Chadli Bendjedid

### Président d'honneur
- 2005-2021 : Abdelaziz Bouteflika

### Secrétaires généraux
- 1962 : Ahmed Ben Bella
- 1962-1963 : Mohamed Khider
- 1963-1965 : Ahmed Ben Bella
- 1965-1967 : Chérif Belkacem, Mohand Ou El Hadj, Youcef Khatib, Salah Boubnider et Mohamed Tayebi Larbi
- 1967-1974 : Kaïd Ahmed
- 1974-1979 : Mohamed Salah Yahiaoui
- 1979-1988 : Chadli Bendjedid
- 1988-1996 : Abdelhamid Mehri
- 1996-2001 : Boualem Benhamouda
- 2001-2004 : Ali Benflis
- 2004-2005 : Abdelkrim Abada (intérim)
- 2005-2013 : Abdelaziz Belkhadem
- 2013-2016 : Amar Saadani
- 2016-2018 : Djamel Ould Abbes
- 2018-2019 : Mouad Bouchareb (intérim)
- 2019 : Djamel Ould Abbes
- 2019 : Mohamed Djemaï[29]
- 2019-2020 : Ali Seddiki (intérim)
- 2020-2023 : Aboul El-Fadhl Baadji
- depuis 2023 : Abdelkrim Benmbarek[30]

## Résultats électoraux

### Élections présidentielles
| Année | Candidat                       | 1er tour                       | 1er tour                       | 1er tour                       |
| Année | Candidat                       | Voix                           | %                              | Rang                           |
| ----- | ------------------------------ | ------------------------------ | ------------------------------ | ------------------------------ |
| 1963  | Ahmed Ben Bella                | 5 805 103                      | 99,60                          | Seul candidat                  |
| 1976  | Houari Boumédiène              | 7 976 568                      | 99,50                          | Seul candidat                  |
| 1979  | Chadli Bendjedid               | 7 637 697                      | 99,40                          | Seul candidat                  |
| 1984  | Chadli Bendjedid               | 9 664 168                      | 99,42                          | Seul candidat                  |
| 1988  | Chadli Bendjedid               | 10 603 067                     | 93,27                          | Seul candidat                  |
| 1995  | Aucune candidature présentée   |                                |                                |                                |
| 1999  | Aucune candidature présentée   |                                |                                |                                |
| 2004  | Ali Benflis                    | 653 951                        | 6,42                           | 2e                             |
| 2009  | Abdelaziz Bouteflika           | 13 019 787                     | 90,24                          | 1er                            |
| 2014  | Abdelaziz Bouteflika           | 8 531 311                      | 81,53                          | 1er                            |
| 2019  | Aucune candidature présentée   | Aucune candidature présentée   | Aucune candidature présentée   | Aucune candidature présentée   |
| 2024  | Soutien à Abdelmadjid Tebboune | Soutien à Abdelmadjid Tebboune | Soutien à Abdelmadjid Tebboune | Soutien à Abdelmadjid Tebboune |

### Élections législatives
| Année | Résultats | Résultats | Rang         | Sièges    |
| Année | Voix      | %         | Rang         | Sièges    |
| ----- | --------- | --------- | ------------ | --------- |
| 1962  | 5 267 324 | 99,65     | Parti unique | 196 / 196 |
| 1964  | 4 493 416 | 100,00    | Parti unique | 138 / 138 |
| 1977  |           | 100,00    | Parti unique | 273 / 273 |
| 1982  | 6 054 740 | 100,00    | Parti unique | 282 / 282 |
| 1987  | 9 910 631 | 100,00    | Parti unique | 295 / 295 |
| 1997  | 1 497 285 | 14,26     | 3e           | 62 / 380  |
| 2002  | 2 618 003 | 34,30     | 1er          | 199 / 385 |
| 2007  | 1 315 686 | 22,98     | 1er          | 136 / 389 |
| 2012  | 1 324 363 | 14,18     | 1er          | 221 / 462 |
| 2017  | 1 681 321 | 25,99     | 1er          | 161 / 462 |
| 2021  | 287 828   | 6,24      | 1er          | 98 / 407  |

#### Roman
- Éric Michel, Algérie ! Algérie !, Presses de la Renaissance, 2007  (ISBN 978-2-7509-0319-0).